# 夏野菜緒
夏野菜緒（日语：／ Natsuno Nao，7月11日—），日本女性配音員。出身於長崎縣。身高150cm。B型血。她之前曾隸屬於Aslead Company。

## 人物
- 興趣：水墨畫、釣魚。特長：眨單眼、塔羅牌[1]。
- 在《三者三葉》中，她的共演者今村彩夏、渡邊遙稱呼她為。

## 演出

### 電視動畫
2014年
- 未確認進行式（幼女）

2016年
- 雨色可可 in Hawaii（日本觀光客）
- 天真與閃電（女學生）
- 三者三葉（臼田櫻[2]）
- 謎解音（山下良子）
- 初戀怪獸（學生）

2018年
- Anima Yell！（家政科社社長[3]、學生）

### 遊戲
- Shooting-girl（2015年，多多良綠、鉈橋美由紀[4]）

### 外語配音

#### 電影
- 情人搭錯線（英语：An Ideal Husband (1999 film)）（女演員）

### 廣播節目
※記號表示網路廣播。
- A&G GIRLS BEAT♪ Queenty（日语：A&G GIRLS BEAT♪ Queenty）（2016年—2017年，超！A&G+、niconico動畫）※[5]

### 活動
- AnimeJapan 2016 Queenty 名片交接活動[5]
- Lovely Sakura 分發會[6][7]

## 音樂作品

### 角色歌曲
| 發行日期 | 商品名稱                   | 歌                                      | 樂曲   | 備註                         |
| 2016年   | 2016年                     | 2016年                                  | 2016年 | 2016年                       |
| -------- | -------------------------- | --------------------------------------- | ------ | ---------------------------- |
| 5月18日  | 「三者三葉」角色歌曲 Vol.2 | 小田切雙葉（金澤舞）&臼田櫻（夏野菜緒） | 「」   | 電視動畫《三者三葉》相關歌曲 |
| 5月18日  | 「三者三葉」角色歌曲 Vol.2 | 臼田櫻（夏野菜緒）                      | 「」   | 電視動畫《三者三葉》相關歌曲 |

## 外部連結
- 夏野菜緒｜Aslead CompanyPDF （日語）
- 夏野菜緒的X（前Twitter） （日語）